# Pratyekabuda
Un Pratyekabuda (en sánscrito) o Paccekabuda en Pali), literalmente: un 'buda solitario' es uno de los tres tipos de Budas en la iluminación. Los otros dos tipos son Savakabuda y Samyaksambuda (del sánscrito sam o samyak: completo). 
Se dice que logran la iluminación por sí mismos, sin el uso de maestros o guías, contemplando el principio de Pratītyasamutpāda. Únicamente existen en eras donde no hay buda y las enseñanzas budistas (Dharma) se ha perdido. Pueden surgir varios en la misma era y, a diferencia de los Budas supremos (los que alcanzan el bodhi), su iluminación no es compartida, sino interior.
Algunas escuelas afirman que los Pratyekabudas no son omniscientes, mientras otras los creen iguales a los budas bodhisattva, pero sin la voluntad de enseñar la totalidad del Dharma. Dan enseñanzas morales, pero no llevan a otros a la iluminación. Un pratyekabuda no deja como legado un sangha que continúe el Dharma.
Los Pratyekabudas (ej.: Darīmukha J.378, Sonaka J.529,) aparecen como maestros de la doctrina budista en los tiempos prebudistas en muchos Jatakas. Las experiencias y versos iluminados dichos por los pratyekabudas se narran en el Khaggavisāna-sutta del Sutta Nipāta.
El Yāna o vehículo con el que los pratyekabudas consiguen la iluminación se llama prayekayana, en su propio vehículo.
En el Majjhima Nikaya del Canon Pali, (budismo theravada) se dice que las ofrendas a los pratyekabudas son superiores a las ofrendas a los arhats, y que los ofrecimientos a los Tathagatas son superiores a las de los pratyekabudas. Esto puede significar que los pratyekabudas son superiores a los arhats pero inferiores a los Tathagatas en cuanto a la realización o iluminación.